# Стефанешты
Стефанешты (укр. Стефанешти, рум. Ștefănești) — узловая железнодорожная станция  Ивано-Франковской дирекции Львовской железной дороги. Расположена на скрещении линий на Коломыю (и далее Ворохту — Рахов; ближайшая станция — Городенко-Завод, в 23 км), Тернополь (ближайшая станция —  Кострижевка, в 9 км) и Черновцы (ближайшая станция — Веренчанка, в 5 км).
Станция находится в селе Степановка Черновицкой области, сохраняя его румынское название, использовавшееся до присоединения Северной Буковины к СССР в 1940 году.

## История
Станция открыта в 1890 году.
Во время Великой Отечественной войны, в июле 1944 года станция Стефанешты стала одним из мест проведения имитационных действий (выгрузка танков и артиллерии и выдвижение техники из районов выгрузки в районы сосредоточения) с целью введения в заблуждения противника — немецко-румынской группировки войск — относительно направления главного удара готовившейся Ясско-Кишинёвской операции. Данные действия увенчались полным успехом.

## Пассажирское сообщение

### Пригородные поезда
На станции ежедневно останавливаются следующие пригородные поезда:
- Залещики — Коломыя (одна пара в день);
- Черновцы — Стефанешты (две пары в день).

Кроме того, на соседней станции Залещики можно пересесть на дизель-поезд сообщением Тернополь — Залещики.

### Поезда дальнего следования
На станции останавливается находящийся в ежедневном сообщении поезд «Гуцульщина» № 357/358 сообщением Киев — Рахов.
С начала 2019 года «Украинская железная дорога» рассматривает возможность продления регионального экспресса Львов — Черновцы до станции Чертков, который, в случае принятия положительного решения, будет останавливаться на станции Стефанешты. 